# 柳生俊則
柳生 俊則（やぎゅう としのり）は、江戸時代中期から後期にかけての大名。大和国柳生藩8代藩主。官位は従五位下・采女正、能登守、但馬守。

## 略歴
蝦夷地松前藩主・松前邦広の次男として松前にて誕生。通称は為次郎、采女。初名は賢広、満広、俊満。
延享4年（1747年）1月15日、9代将軍・徳川家重に御目見する。宝暦3年（1753年）7月29日、先代藩主・柳生俊峯の娘と結婚して婿養子となる。同年9月18日、将軍・徳川家重に御目見する。宝暦13年（1763年）10月22日、俊峯の死去により跡を継いだ。同年12月9日、従五位下・采女正に叙任した。天明8年（1788年）、11代将軍・徳川家斉の剣術指南役を務めている。文化4年（1807年）8月5日、養嗣子・俊豊に家督を譲って隠居し、文化13年（1816年）6月5日に死去。享年87。

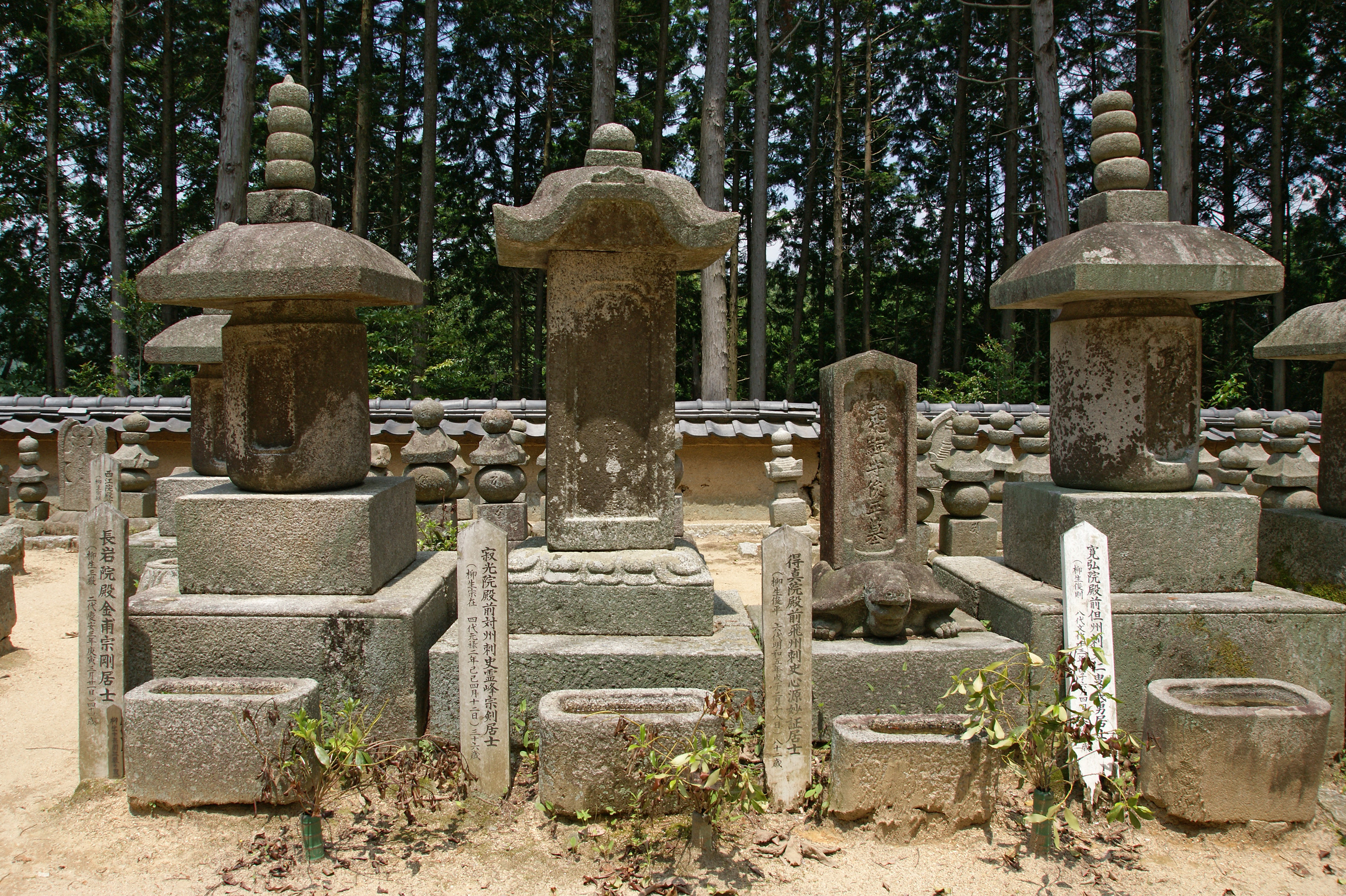
芳徳寺境内にある柳生一族の墓所。右端が俊則の墓

墓所は東京都練馬区桜台の広徳寺と奈良県奈良市柳生町の芳徳寺。

## 系譜
- 父：松前邦広（1705-1743）
- 母：不詳
- 正室：柳生俊峯の娘
- 生母不明の子女
  - 次男：柳生俊永（1775-1792）
  - 三男：柳生俊睦（1779-1838）
- 養子
  - 男子：柳生俊豊（1790-1820） - 柳沢保光の六男